# Universiteit van Lleida
De Universiteit van Lleida (Catalaans: Universitat de Lleida, UdL) is een openbare universiteit in Lleida, in het westen van Catalonië. Het is een van de oudste hogescholen van het Iberische schiereiland.

## Geschiedenis
Nadat paus Bonifatius VIII aan koning Jacob II de Rechtvaardige al op 1 april 1297 de toestemming gegeven had in Aragon of Catalonië, kende Jacob II pas op 1 september 1300 aan de staten van Lleida het recht toe een studium generale op te richten. Dit zorgde voor een toevloed aan studenten uit de landen van de kroon van Argon. Het had ook een goede invloed op de economie, onder meer door de stijgende vraag naar perkament, papier en boeken. Lleida werd een belangrijk cultureel centrum. Studenten en professoren hadden hun eigen wijk, belastingvoordelen, vrijstellingen en diverse andere privileges.
In de zeventiende eeuw begint een periode van langzaam verval, vooral door de vele oorlogen tussen Frankrijk en Castilië. Na de Spaanse successieoorlog en de annexatie van de landen van de kroon van Aragon bij Spanje, besloot Filips V, van het Huis Bourbon er alle universiteiten af te schaffen, als sanctie omdat ze de in de oorlog de kant van de Habsburgers gekozen hadden. In Cervera werd een nieuwe, centraal gestuurde Universiteit opgericht. Op 9 oktober 1717 werd Lleida definitief gesloten: het voorlopige einde van een meer dan vierhonderd jaar onderwijstraditie. Met de oprichting in 1842 van de Escola normal (een normschool) voor de opleiding van onderwijzers kwam er voor het eerst weer een beetje hoger onderwijs. In 1966 kwam er een graduaat in personeelsbeheer en arbeidspsychologie. In 1968 volgen enkele gedecentraliseerde cursussen recht door de Universiteit van Barcelona en ingenieursstudies door de Polytechnische Universiteit van Catalonië.

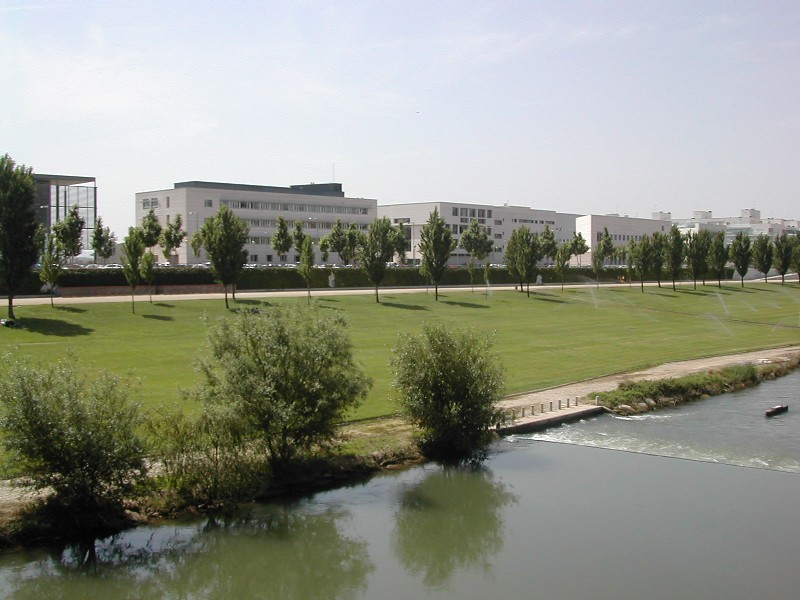
Campus Cappont

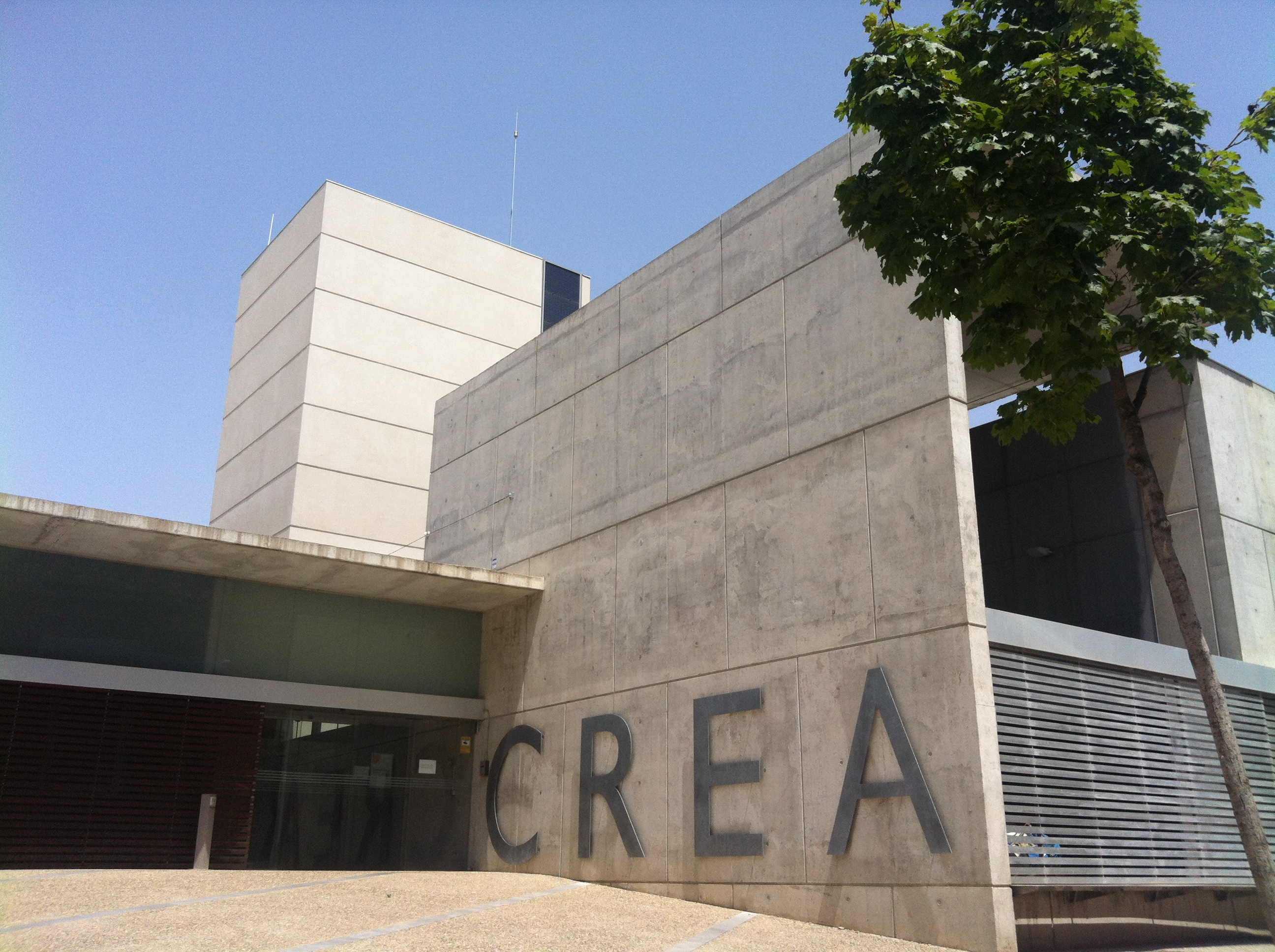
Centre de Recerca en Energia Aplicada (CREA) Centrum voor toegepast onderzoek over energie

## 1991: een nieuw begin
Op 12 december 1991 besloot het Catalaanse parlement bij decreet een nieuwe universiteit op te richten onder meer door het samenvoegen van hogescholen en de universitaire colleges die zich her en der in de stad ontwikkeld hadden. Víctor Siurana Zaragoza werd voorlopig als rector aangeduid, tot in 1993 Jaume Porta Casanellas in goede academische traditie als eerste rector verkozen werd.
De universiteit verenigt de volgende faculteiten en hogescholen: economie & recht, pedagogie, letteren, genees- en verpleegkunde, een polytechnische hogeschool, een hogeschool voor landbouwingenieurs en daarnaast ook nog het Nationaal Instituut voor Lichamelijke opvoeding (Institut Nacional d'Educació Física de Catalunya), de school voor personeelsbeheer en arbeidspsychologie (Escola Universitària de Relacions Laborals) en de school voor Toerisme.
De universiteit is lid van het Joan Lluís Vives instituut en werkt samen met de universiteiten van Girona en Perpinyà samen in diverse grensoverschrijdende projecten. Ze is tevens een van de stichtende leden van de Catàleg d'autoritats de noms i títols de Catalunya (Cantic), in samenwerking met Virtual International Authority FileV( (VIAF).